# Liste der Einträge im National Register of Historic Places im Schuyler County (Missouri)

Lage des Schuyler County in Missouri

Die Liste der Einträge im National Register of Historic Places im Schuyler County in Missouri führt die Bauwerke und historischen Stätten im Schuyler County auf, die in das National Register of Historic Places aufgenommen wurden.
| [ 3 ] | Name                   | Bild                   | Eintragsdatum        | Lage                                                                         | Ort       | Beschreibung |
| ----- | ---------------------- | ---------------------- | -------------------- | ---------------------------------------------------------------------------- | --------- | ------------ |
| 1     | Downing Railroad Depot | Downing Railroad Depot | 1983 ID-Nr. 83001037 | City Park 40° 28′ 59″ N, 92° 22′ 8″ W                                        | Downing   |              |
| 2     | William P. Hall House  | William P. Hall House  | 1975 ID-Nr. 75001073 | US 136, westlich des Schuyler County Courthouse 40° 31′ 25″ N, 92° 31′ 45″ W | Lancaster |              |